# Primitivo moderno
Os primitivos modernos ou primitivos urbanos são pessoas em nações desenvolvidas ou modernas que se envolvem em rituais e práticas de modificação corporal inspiradas nas cerimônias, ritos de passagem ou ornamentação corporal no que consideram culturas tradicionais. Essas práticas podem incluir piercing, tatuagem, play piercing, suspensão corporal, tightlacing, escarificação, marca a ferro(branding) e corte . A motivação declarada para se envolver nessas variadas práticas pode ser crescimento pessoal, ritos pessoais de passagem, rejeição da sociedade, como forma de se conectar com a antiguidade, ou curiosidade espiritual e sexual.

## Origens
Roland Loomis, também conhecido por seu nome escolhido, Fakir Musafar, foi um dos fundadores do movimento primitivo moderno. O livro de 1989 RE/Search Modern Primitives é o grande responsável pela promoção do conceito de primitivismo moderno. Entre as motivações dos primitivos modernos, o principal objetivo de qualquer rito de passagem é transformar o estado de ser do adepto, de um estado de existência para outro. Os primitivos modernos identificam uma conexão entre o que eles veem como "o primitivo" e a autenticidade; “em oposição às corrupções da sociedade dominante”.
Os primitivos modernos podem ter um conjunto solto de crenças sobre seu modo de vida, que incluem
- A modificação do corpo para esculpir sua autoimagem.
- Atividades que rejeitam a sociedade em geral. Explorar o self é uma afirmação pessoal, que a sociedade rejeita.
- Resistir ao que eles enxerga, como colonialismo e identificar-se com as lutas anticoloniais .[4]

## Críticas
O primitivismo urbano tem sido sugerido como apropriação cultural e deturpação ou "agregação" de culturas em um ambiente "primitivo". Estes foram debatidos, com os adeptos acreditando que essas críticas se baseiam em grande parte nas opiniões de Roland Loomis e não na cultura como um todo.